# Euxoa postmedialis
Euxoa postmedialis là một loài bướm đêm trong họ Noctuidae.